# Hélder Postiga
Hélder Manuel Marques Postiga OIH (Vila do Conde, Vila do Conde, 2 de Agosto de 1982) é um ex-futebolista português que começou a sua carreira no Varzim Sport Club. Mais tarde entrando para o juvenis do FC Porto e por sua vez na equipa B, no qual o treinador Fernando Santos o convocava ocasionalmente para a equipa principal. Atualmente, é treinador-adjunto da Seleção Portuguesa de Futebol Sub-20.

## Clubes

### FC Porto
Após Octávio Machado chegar ao FC Porto, na época de 2001/2002, Postiga entrou para a equipa principal sendo inclusive decisivo em alguns jogos. Na mesma época em que José Mourinho assumiu os comandos da equipa como treinador, Postiga passou a ser uma estrela no clube, com 19 golos marcados (13 no campeonato e mais 6 na Taça UEFA) aos 20 anos de idade, e em 2002/2003 ganhou com a sua equipa o Campeonato português a Taça de Portugal e a Taça UEFA, mas não pôde jogar a final por ter sido expulso nas meias-finais com a Lazio.
Os seus dotes de futebolista começaram a revelar-se e tornou-se um elemento decisivo nas vitórias do seu clube e uma figura cada vez mais querida dos adeptos portistas, que reclamavam a sua presença nos grandes jogos. Alguns clubes europeus mostraram-se interessados devido à sua boa prestação no FC Porto, entre eles o Tottenham.

### Tottenham
No final de um ano glorioso, cheio de conquistas, transferiu-se para o Tottenham Hotspur por cerca de €9 milhões. Chegou a Londres rotulado de estrela, mas não se adaptou ao futebol e, consequentemente, não se conseguiu mostrar ao seu treinador, também por falta de oportunidades. Participou em apenas 19 partidas com a marca de 2 golos. Mas mesmo assim conseguiu ser convocado para o Euro 2004, aproveitando a ocasião para dizer que queria relançar a carreira. A imprensa noticiou o interesse do SL Benfica mas Postiga diz que em Portugal só jogava no FC Porto e foi isso que aconteceu.

### FC Porto
No defeso de 2004/2005 Hélder Postiga regressou a casa com o aval do treinado Victor Fernandez numa transferência que incluiu a ida de Pedro Mendes para os Spurs, mas Fernandez também não apostou nele. Não fosse a troca de treinador a meio da época e Postiga teria outra época desastrosa, mas com a vinda de José Couceiro ainda teve tempo para marcar 3 golos.
Em 2005/2006 nova época, novo treinador. Desta vez foi Co Adriaanse, que na pré-temporada utilizou muito Postiga na posição 10, mas devido a problemas não explicados pelo clube, o treinador afastou o jogador para a equipa B. Em Dezembro, Postiga foi emprestado ao Saint-Etienne, com opção de compra para os franceses caso gostassem do avançado.Hélder Postiga participou em 8 jogos e marcou 3 golos. Teve logo um grande afecto por parte dos adeptos, mas regressou ao FC Porto.
Em 2006/2007, a mando de Jesualdo Ferreira, Hélder Postiga voltou ao FC Porto e impôs-se finalmente no clube, ao fim de 4 anos. Manteve acesa a luta com Adriano por um lugar no onze inicial até ao fim da época, ajudando o clube a conquistar o Bi-Campeonato com 11 golos em 24 jogos.
Em 2007/2008 apenas jogou por 6 vezes nas primeiras 15 jornadas. Foi poucas vezes titular, e por outras nem foi convocado. No início da segunda volta do campeonato rumou ao Campeonato Grego de Futebol para representar o Panathinaikos até ao fim da época, por empréstimo do Porto.
[[Helder Postiga.JPG|250px|Postiga em 2007 pelo FC Porto]]

### Sporting
No dia da partida da selecção nacional, 1 de Junho de 2008 para a Suíça, para jogarem no Campeonato Europeu de Futebol de 2008 foi anunciada a sua mudança para o Sporting Clube de Portugal, num contrato válido por três anos. A estreia pelos leões ocorreu a 26 de Julho, frente ao Blackburn Rovers, num jogo a contar para o Torneio do Guadiana.

### Zaragoza
No dia 31 de Agosto de 2011, último dia do mercado, transfere-se por 1.000.000 € para o Zaragoza da Espanha.

### Rio Ave
No dia 1 de fevereiro de 2016, Hélder Postiga regressou ao futebol português, o avançado assinou pelo Rio Ave até final da temporada de 2015–2016. Marcou o seu primeiro golo ao serviço do Rio Ave num jogo contra o Boavista para a Liga Portuguesa, em que o Rio Ave acabou por vencer por 1–2.

### Atlético de Kolkata
Em agosto, Hélder Postiga regressou ao Atlético de Kolkata.

## Selecção Nacional
Apesar de não ter jogado com muita frequência no Tottenham, foi convocado por Luiz Felipe Scolari para para fazer parte da Selecção Portuguesa no EURO 2004, foi um dos protagonistas do jogo mais emocionante do Europeu, Portugal x Inglaterra (2-2). Marcou o primeiro golo do jogo ao minuto 83 e, mais tarde nas grandes penalidades marcou um golo à Panenka.
A 5 de Julho de 2004 foi feito Oficial da Ordem do Infante D. Henrique.
Participou no apuramento para o Mundial 2006, na Alemanha, e foi seleccionado para o Mundial. Era a segunda opção para o ataque de Portugal, ficando atrás de Pauleta. Acabaram o Mundial em 4º lugar.
Com a renuncia de Pauleta à Selecção Portuguesa, Postiga ficou com o caminho livre para fazer parte do Onze inicial no apuramento para o EURO 2008 e tem aproveitado as oportunidades. Num jogo com a Bélgica fez um brilharete assistindo Nani e marcando um grande golo. Já nos quartos de final do Europeu, selou a participação portuguesa no torneio com outro grande golo frente à  Alemanha., insuficiente para impedir a derrota por 3-2 e a eliminação da selecção aos pés dos germânicos. Voltou a marcar frente à Islândia de gudjohnsen após um remate fantástico dentro da grande área que levou ao rubro o adeptos ali presentes.
A 17 de Novembro de 2010, Postiga teve mais um dia memorável. No amigável em que se promovia a candidatura ibérica aos mundiais de 2018 e 2022, Postiga marcou dois golos na vitória lusa por 4-0 à Espanha, equipa campeã do Mundo e da Europa. O primeiro golo serviu para mostrar mais uma vez a sua técnica, tendo sido marcado de calcanhar.

## Títulos e Honras
FC Porto
- Taça UEFA (1): (2002/2003)
- Liga Portuguesa (3): (2002/2003, 2005/2006, 2006/2007)
- Taça de Portugal (1): (2002/2003)
- Supertaça de Portugal: 2003/2004, 2005/06
- Mundial de Clubes (1): (2004)

Sporting CP
- Supertaça Cândido de Oliveira: 2007/2008

Seleção Portuguesa
- EURO 2004: Finalista
- Mundial 2006: 4º lugar

## Vida pessoal
Hélder é filho de Manuel e Alice Postiga. Tem um irmão mais novo que se chama José e que já mostra que está a seguir os passos do irmão mais velho. Muitos comentam que ele tem tanto jeito para jogar como o irmão.
Casou-se em Junho de 2005 com Ana Filipa Araújo e tem 2 filhos: o mais velho chama-se Gonçalo e nasceu em Maio de 2007 e o mais novo é uma menina e chama-se Margarida, nascida em Setembro de 2009.